# بوفالورا سوبرا تيسينو
بوفالورا سوبرا تيسينو؛ هي بلدية في منطقة ميلانو الحضرية في إقليم لومبارديا الإيطالي، وتقع على بعد حوالي 25 كيلومتر (16 ميل) غرب ميلانو.

## موقعها

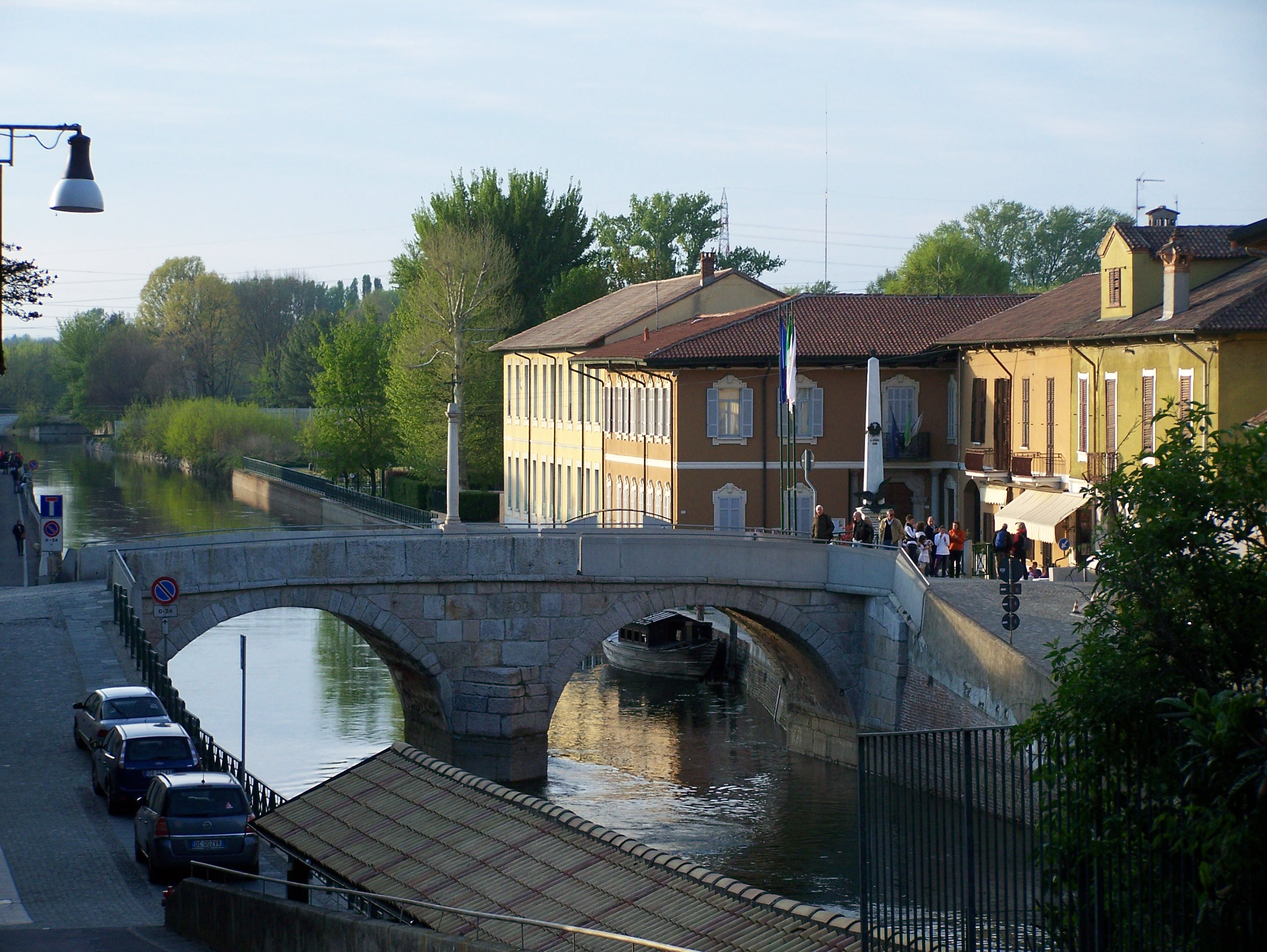
صورة بانورامية لـ بوفالورا سوبرا تيسينو

تقع بوفالورا سوبرا تيسينو على حدود البلديات التالية: ماركالو كون كاسوني، بيرناتي تيتشينو، ماجينتا، تريكيت، سيرانو.

## تاريخ
كانت بوفالورا سوبرا تيسينو موقعًا لمعركة صغيرة في حرب الاستقلال الإيطالية الثانية عام 1859. وكانت واحدة من أوائل المواقع في الأراضي النمساوية آنذاك التي استولى عليها الجيش الفرنسي الذي عبر نهر تيسينو بعد معركة مونتيبيلو.

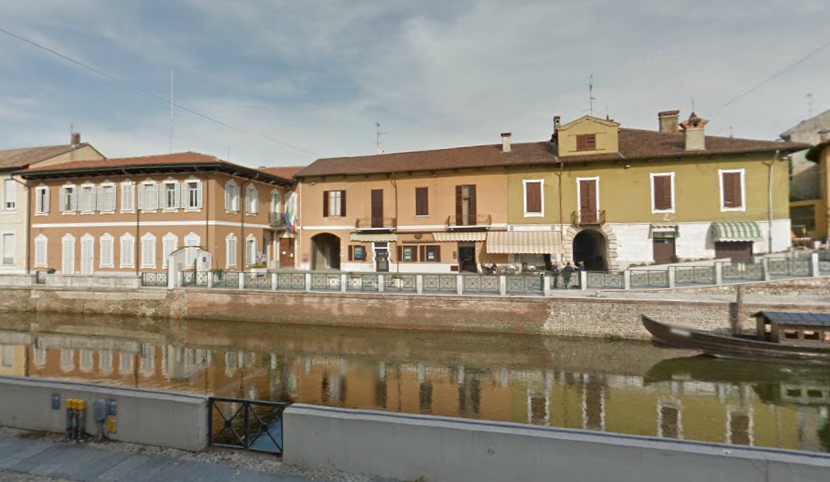

## أصل التسمية
لا يزال أصل اسم القرية غير مؤكد حتى اليوم، ولكن تم اقتراح ثلاث تفسيرات محتملة عبر الزمن:
من الكلمة الجرمانية المبكرة "Wulfhari":
يُعتقد أن هذا الاسم كان اسمًا لأحد القادة المحليين. ويُشتق من دمج الكلمتين "Wulf" بمعنى "ذئب" و"Hari" بمعنى "مسلح".
من عبارة "Boffa l'ora" أو "Boffa l'aura":
تعني العبارة "هَبَّت الرياح" أو "تُهَب الرياح"، وترتبط هذه الفرضية بالموقع الجغرافي للقرية، التي تمتد جزئيًا على منطقة مرتفعة من سهل بادانيا، مما يجعلها معرضة للرياح.
من تشويه للكلمات اللاتينية المتأخرة "Bufalus Ora":
وتعني "منطقة الجواميس"، في العصور الوسطى المبكرة، كانت المنطقة مستنقعية ومغطاة بنباتات كثيفة، مما يجعل من المحتمل وجود الجواميس فيها.

## شخصيات بارزة
- ألفريدو كولومبو، لاعب كرة قدم
- لويجي ماجنوتي، راكب دراجات

## وصلات خارجية
- الموقع الرسمي